# Jayne Loader
Jayne Loader és una directora i escriptora nord-americana més coneguda pel documental de 1982 sobre la Guerra Freda The Atomic Cafe.

## Primers anys
Va néixer el 1951 a Weatherford (Texas). Es va graduar al Reed College (B.A., 1973) i a la University of Michigan (MA, 1976).

## The Atomic Cafe
Va codirigir The Atomic Cafe (1982) amb Pierce Rafferty i Kevin Rafferty i ha estat convidada a molts programes de televisió, com Late Night With David Letterman. És l’autora de Between Pictures (1986, ISBN 0-312-91345-1), una novel·la, Wild America (1989, ISBN 0-8021-1106-8), una col·lecció d’històries curtes, i articles sobre la pel·lícula i cultura.

## Darrers anys
El 1995 va crear el CD-ROM i website Public Shelter, que es va estrenar el gener de 1996 al New Media Center del Festival de Cinema de Sundance i va rebre dos premis New Media INVISION a Comdex.
Del 1995 al 1997, va escriure WWWench, un dels primers blocs ava viatjar pel món com a evangelista de New Media. El 1988, va debutar com a personatge de ficció a What Does WoMan Want? de Timothy Leary. El 1999 es va casar amb l’astrònom Robert Kirshner. De 2001 a 2007, Loader i Kirshner van ser els mestres de Quincy House, una de les dotze cases de grau de Harvard, on vivien amb els seus bull terriers, Astra i Albert. Durant el seu mandat a Quincy, Loader va renovar la residència de mestres i el gimnàs; ajudant a redissenyar el menjador; hi van fer moltes festes (assistida pels Quincy House Elves); i va llançar la controvertida sèrie de ponents Masters' Nights. Mentre formava part del grup de direcció del programa d'eficiència dels recursos, Loader va crear la popular unitat de cosmètics del dia de Sant Valentí (2003–present), que li sobreviu sota l'egida de l'Oficina de Sostenibilitat de Harvard.
Viu a Friendship (Maine) i Portola Valley, Califòrnia.